# М-теория
Във физиката, М-теорията е основна теория, обединяваща петте теории на струните (теория на струните и теории на суперструните) бележещи последователни етапи в развитието на теоретичната физика. Едуард Уитън от Университета в Принстън предлага този физичен модел на конференция в Калифорнийския университет (UCLA) през 1995 г., като обяснява няколкото наблюдавани преди това дуалности и дава началото на нова вълна изследвания в областта на теория на струните, наречена втора суперструнна революция.
В началото на деветдесетте години на миналия век бе доказано, че различните теории на суперструните се свързват от дуалности, което позволи на физиците да свържат описанието на един обект в една теория за струните с описанието на друг обект в друга теория. Тези връзки показват, че всяка от теориите за струните е просто различен аспект на една обща теория, предложена от Уитън и назована „М-теория“. Изразено метафорично, всеки аспект на М-теорията дотогава бил считан за идея, представляваща отделна планета, като тя не е известна на останалите планети. Но сега се установява, че те се намират на една и съща планета, но са разделени от непознатите аспекти на М-теорията.
Тази теория все още не е завършена. Тя може да бъде приложена в множество ситуации, обикновено при обяснението на теоретичните дуалности на струните. Теорията за електромагнетизма също е преминала в подобна фаза през XIX век; съществували са отделни теории за електричеството и за магнетизма и въпреки че тяхната връзка е била известна, точното отношение между тях не било разкрито до публикуването на Уравненията на Максуел. Уитън предполага, че общото формулиране на М-теорията най-вероятно ще изисква разработването на нов математически език.